# G.F. Clement
Gad Frederik Clement eller almindeligvis bare G.F. Clement (født 9. juli 1867 på Frederiksberg, død 7. januar 1933 i København) var en dansk maler.
Clements uddannelse omfatter malerlære hos malermester Øigaard; Teknisk Skole under Holger Grønvold 1883-85; Kunstakademiet København 1885-88; Kunstnernes Studieskole ved Laurits Tuxen og Frans Schwartz 1888- 92; Zahrtmanns Skole vinteren 1900-01.
G.F. Clements var præget af de symbolistiske malere Ludvig Find og Mogens Ballin, men særlig Paul Gauguin og hans malervenner, som han mødte i Frankrig. Han havde kontakt med symbolismens talerør, Taarnet med Johannes Jørgensen som redaktør. Clements kunstneriske tilhørsforhold til symbolismen blev af kort varighed. 
Rejser
På Italiensrejserne i 1890'erne blev han inspireret af renæssancekunst. Clement var som Tuxen blevet betaget af livet i Nymindegab og vendte tilbage til stedet sommer efter sommer, ligesom Ludvig Find og Carl Frydensberg der også opsøgte Nymindegab. De blev derved pionererne i malerkolonien Nymindegabmalerne.
Motivkreds
Efter århundredskiftet blev udtrykket mere naturalistisk og motivkredsen bredere, med en friere teknik og en lysere kolorit. Motiverne blev nu partier fra Skagen og italienske landskaber, desuden blomster, figurer i interiør og adskillige barneportrætter. Billederne blev malet under indflydelse af den franske impressionisme, og især Paul Cézannes malemåde afspejles i Clements værker. I 1920'erne og -30'erne var Clement en påskønnet portrætmaler, og han udførte en lang række portrætter.
Fra 1902 var han gift med den norske maler Martha Caroline Jebe, kaldet Tupsy.
Clement var medlem af Akademiets Plenarforsamling i 1918 og af Akademirådet fra 1920 til 1929.

## Billeder
| - Portrætter - “Søster”. En Bretagnepige med hvidt hovedklæde bag et rødt bord, ca. 1892 - Maleren Carl Frydensberg. 1894 - Maleren Einar Hein, 1911 - Arkitekt J.H. Nebelong, 1922 - En lille pige i lyserød kjole sidder med sin dukke ved dukkehuset. Mellem 1885 og 1933 - Portræt af en lille pige. Mellem 1885 og 1933 - Interiør med moder der sidder med sit barn i skødet. Ukendt dato |

| - Andre værker af Gad Frederik Clement - Gårdinteriør, Bretagne, 1891 - Bretonsk landskab med hvilende pige, 1892 Statens Museum for Kunst. - "Dekorativt billede". Den hellige Frans' vision med de tre hvide jomfruer, 1892 (SMK) - Landsby i Bretagne, 1892 (SMK) - Italiensk bjerglandskab med en hyrde. Mellem 1910 og 1922 - "Det Blå Hus" i Skagen. Mellem 1885 og 1933 - Fire både på en strand. Mellem 1885 og 1933 - Opstilling med lyserøde roser i en vase. Mellem 1885 og 1933 - Parti fra Vester Strand, i baggrunden Skagen Havn. Mellem 1885 og 1933 |

## Hæder
- 1898, 1899, Bielke
- 1900, Den Hielmstierne-Rosencroneske Stiftelse
- 1900, 1903-04 Akademiet
- 1900, Mention Honorable, Paris
- 1913, Guldmedalje, München